# Gary Graver
Gary Graver (1938 - 16 de noviembre de 2006) fue un director de fotografía cinematográfica estadounidense.
Fue director de fotografía en diversas producciones de Orson Welles como F for Fake, Filming Othello, It's All True o The Other Side of The Wind de 1985, inacabada por la muerte del cineasta y que Graver trató de finalizar sin éxito al no obtener la financiación necesaria.
Bajo el pseudónimo de Robert McCallum fue director de cine pornográfico realizando 135 películas.